# Sukawali
Sukawali is een bestuurslaag in het regentschap Tangerang van de provincie Banten, Indonesië. Sukawali telt 7447 inwoners (volkstelling 2010).